# Woodruff (Wisconsin)
Woodruff – miasto w Stanach Zjednoczonych, w stanie Wisconsin, w hrabstwie Oneida.